# Wilhelm Gallas
Wilhelm Gallas (* 22. Juli 1903 in St. Petersburg; † 5. November 1989 in Heidelberg) war ein deutscher Jurist, Strafrechtstheoretiker und Hochschullehrer. Wilhelm Gallas gilt als einer der wirkungsmächtigsten und prägendsten deutschen Strafrechtsdogmatiker. Während der Herrschaft des Nationalsozialismus war er ein Vertreter der nationalsozialistischen Strafrechtslehre, was sich anhand seiner Funktionen als Hochschullehrer und Herausgeber und Schriftleiter der Zeitschrift für die gesamte Strafrechtswissenschaft (ZStW) zeigt. Seine in dieser Zeit verfassten Aufsätze geben sich jedoch relativ moderat und sind nicht dezidiert rassistisch. Viele seiner dogmatischen Konzepte und Sichtweisen, insbesondere die von ihm entwickelte personale Unrechtslehre und seine Auffassungen von Vorsatz, Unrecht und Schuld, haben das deutsche Nachkriegsstrafrecht entscheidend mitgeprägt und sind in weiten Teilen bis heute anerkannt oder finden in der strafrechtsdogmatischen Diskussion zahlreiche Anhänger.

## Leben
Wilhelm Gallas wurde am 22. Juli 1903 im russischen St. Petersburg geboren. Hier verbrachte er seine Kindheit und besuchte bis zum Ausbruch des Ersten Weltkriegs die deutsche Katharinen-Schule. Im Zuge des Krieges siedelte er mit seiner Familie nach Darmstadt, später nach Berlin, über.
Nach dem Studium der Rechtswissenschaft an der Friedrich-Wilhelm-Universität zu Berlin promovierte Gallas 1931 bei seinem Lehrer Eduard Kohlrausch mit der Dissertation Kriminalpolitik und Strafrechtssystematik unter besonderer Berücksichtigung des sowjetrussischen Rechts. Nur ein Jahr später habilitierte sich Gallas, ebenfalls bei Kohlrausch, mit der Schrift Das Wesen des strafrechtlichen Unterlassens und seine Stellung im System der Verbrechenslehre. 
Seine Kenntnis der russischen Sprache nutzte Gallas für seine erste große Publikation – die erste (und bis heute einzige) deutsche Übersetzung und Kommentierung des Strafgesetzbuches der UdSSR von 1926. Gallas Interesse für Fragen der Strafrechtsvergleichung schlug sich später auch in seiner Mitgliedschaft im Fachbeirat und Kuratorium des Max-Planck-Instituts für ausländisches und internationales Strafrecht in Freiburg im Breisgau nieder. 
Nach Übernahme einer Vertretungsprofessur an der Universität Bonn wurde Gallas 1934 als Professor für Strafrecht nach Gießen, ein Jahr später nach Königsberg berufen. 1940 folgte er einem Ruf an die Universität Tübingen. Einen Ruf nach Leipzig im Jahre 1942 nahm er zwar an, konnte ihm jedoch wegen seiner Einziehung zur Wehrmacht nicht folgen. Seit 1935 war Gallas Mitherausgeber der Zeitschrift für die gesamte Strafrechtswissenschaft (ZStW), von 1934 bis 1942 auch deren Schriftleiter.
Nach dem Ende der nationalsozialistischen Diktatur in Deutschland war es Gallas möglich, seine akademische Karriere ohne Bruch fortzusetzen. Die Aufnahme einer Lehrtätigkeit in Leipzig nach Kriegsende unterblieb; stattdessen arbeitete er bis 1947 an der Universitätsbibliothek Tübingen, übernahm in demselben Jahr einen Lehrauftrag an der Universität Hamburg und wurde 1948 erneut auf seinen früheren Lehrstuhl für Strafrecht, Prozessrecht und Rechtsphilosophie in Tübingen berufen. Rufe an die Universitäten Köln (1948) und Göttingen (1952) lehnte er ab. Von 1954 bis zu seiner Emeritierung im Jahre 1971 lehrte er als ordentlicher Professor für Strafrecht, Prozessrecht und Rechtsphilosophie an der Ruprecht-Karls-Universität Heidelberg, der er im akademischen Jahr 1964/1965 auch als Rektor vorstand. Zu seinem Nachfolger auf dem Lehrstuhl für Strafrecht, Strafprozeßrecht und Rechtsphilosophie wurde Wilfried Küper berufen.
Von 1954 bis 1959 gehörte Gallas der Großen Strafrechtskommission an und hatte hierbei maßgeblichen Einfluss auf die liberale Reform des Strafrechts. Von 1959 bis zu seinem Tode im Jahr 1989 war Gallas Mitglied der Heidelberger Akademie der Wissenschaften. 
Zu den bedeutendsten von Wilhelm Gallas in der Nachkriegszeit veröffentlichten Werken zählen: Zum gegenwärtigen Stand der Lehre vom Verbrechen (1955); Beiträge zur Verbrechenslehre (1968); Zur Struktur des strafrechtlichen Unrechtsbegriffs (1979).

### Anmerkung zur Quellenlage
Bei der Sichtung des spärlichen biographischen Materials über Wilhelm Gallas fällt auf, dass sich dieses über das akademische und rechtspolitische Wirken Gallas in der Zeit der nationalsozialistischen Diktatur weitestgehend ausschweigt. So enthält die Festschrift zu Gallas 70. Geburtstag weder biographische Angaben zum Jubilar noch ein Schriftenverzeichnis. Ausführlichere Würdigungen der wenigen Veröffentlichungen von Gallas in der Zeit von 1933 bis 1945 enthält allerdings die 1989 erschienene Habilitationsschrift von Gerhard Werle Justiz-Strafrecht und polizeiliche Verbrechensbekämpfung im Dritten Reich; dort auch Nachweise.

## Ausgewählte Aspekte des Werkes in der Nachkriegszeit
In juristischen Fachkreisen gilt Gallas unbestritten, dies beweisen die Nachrufe seiner ebenfalls bedeutsamen Schüler und Kollegen, als einer der einflussreichsten bundesdeutschen Strafrechtsdogmatiker der Nachkriegszeit, der darüber hinaus der deutschen Strafrechtswissenschaft zu hohem internationalen Ansehen verholfen hat.
Die Schwerpunkte des Werkes von Gallas liegen in den dogmatischen Grundfragen der allgemeinen Lehren des Strafrechts und in der Kriminalpolitik, wo er das Konzept einer am Schuldgedanken orientierten und gleichermaßen der Kriminalitätsvorbeugung dienenden Strafe vertritt. Von bedeutenden Strafrechtslehrern wie Jescheck und Lackner wird übereinstimmend gewürdigt, dass es Gallas stets darauf ankommt, die für das Strafrecht bestimmenden kriminalpolitischen und rechtsphilosophischen Grundentscheidungen offenzulegen und hieraus Klarheit über das Wesen von Schuld, Verbrechen und Strafe zu gewinnen. Grundlagen von Gallas’ Auffassung von Verbrechen und Strafe sind, so Jescheck, in Anlehnung an Ludwig Feuerbachs „von dem Gedanken der individuellen Freiheit bestimmte rechtspolitische Konzeption“, die Überzeugung von der Freiheit und der persönlichen Verantwortung des Straftäters für die Überschreitung der „durch die Pflichten der Gerechtigkeit gezogenen Schranken“, die doppelte Begründung des strafrechtlichen Unrechts in der Rechtsguts- und der Pflichtverletzung sowie die Begründung und strenge Bemessung und Begrenzung der Strafe nach der Schuld des Täters. Das Wesen der Strafe sieht Gallas in der Vergeltung begangenen Unrechts zum Zwecke der Verbrechensvorbeugung. Zu Gallas’ bleibenden Leistungen zählt Lackner, dass es ihm letztlich gelang, zwischen der finalistischen Unrechtslehre und der Zweckstraflehre eine Brücke zu schlagen und damit den Weg zu einer strukturell einheitlichen personalen Unrechtslehre frei gemacht zu haben.
Gallas entwickelte eine Konzeption der Doppelstellung des Tatvorsatzes. Dieser soll einmal als Träger der finalen Handlungssteuerung Merkmal des Unrechts und andererseits als Träger des Gesinnungsunwertes Merkmal des Schuldtatbestandes sein. Diese Position schlägt sich nieder in der von Gallas vorgenommenen Unterscheidung und Definition der noch heute gebräuchlichen drei Vorsatztypen sowie in der Abgrenzung des bedingten Vorsatzes von der bewussten Fahrlässigkeit.
„Der Täter nimmt die Möglichkeit, dass der strafbare Erfolg eintritt, wirklich ernst. Er schiebt sie nicht beiseite durch Vertrauen oder Hoffen, sondern er hält sozusagen die Vorstellung aus, dass der Erfolg eintreten kann. Und weil er dies aushält und trotzdem handelt, zeigt er, dass es ihm auf die Erhaltung des Rechtsguts gar nicht an-kommt.“ […] Bewusst fahrlässig handelt der Täter hingegen, wenn er „pflichtwidrig und vorwerfbar darauf vertraut, daß die Verwirklichung des gesetzlichen Tatbestandes nicht eintreten werde.“
Mit Gallas’ Sichtweise auf Vorsatz und Schuld korrespondiert auch seine Lehre vom Verbotsirrtum, bei dem er von einer am Gesinnungstypus des Täters orientierten Dreiteilung ausgeht. Die irrtümliche Annahme des Vorliegens der sachlichen Voraussetzungen eines Rechtfertigungsgrunds führt bei Gallas zum Entfallen des Vorsatzes, eine Lösung, die auch heute noch als analoge Rechtsfolge des Erlaubnistatbestandsirrtums vertreten wird, allerdings nicht Gesetz geworden ist. Auch alle anderen Fälle des Verbotsirrtums will Gallas auf der Rechtsfolgenseite analog dem Erlaubnistatbestandsirrtum behandeln und den Täter generell lediglich wegen Fahrlässigkeit bestraft wissen. 
Von nachhaltiger Bedeutung waren ferner die Beiträge Gallas’ zur Beteiligungslehre. Ausgehend von einer strikten Ablehnung der Figur des Einheitstäters und von einer Bestimmung der Beteiligungsform auf der Grundlage des Erscheinungsbildes der Tat führt Gallas als Kriterium der Abgrenzung von Täterschaft und Teilnahme den Begriff der Tatherrschaft ein. Hierbei stellt Gallas auf die reale Bedeutung des betrachteten Tatbeitrages im Rahmen des Gesamtgeschehens und auf den Grad der Verwirklichung des planenden Willens des Täters in der tatbestandsmäßigen Handlung ab.